# Schloss Bichlhof

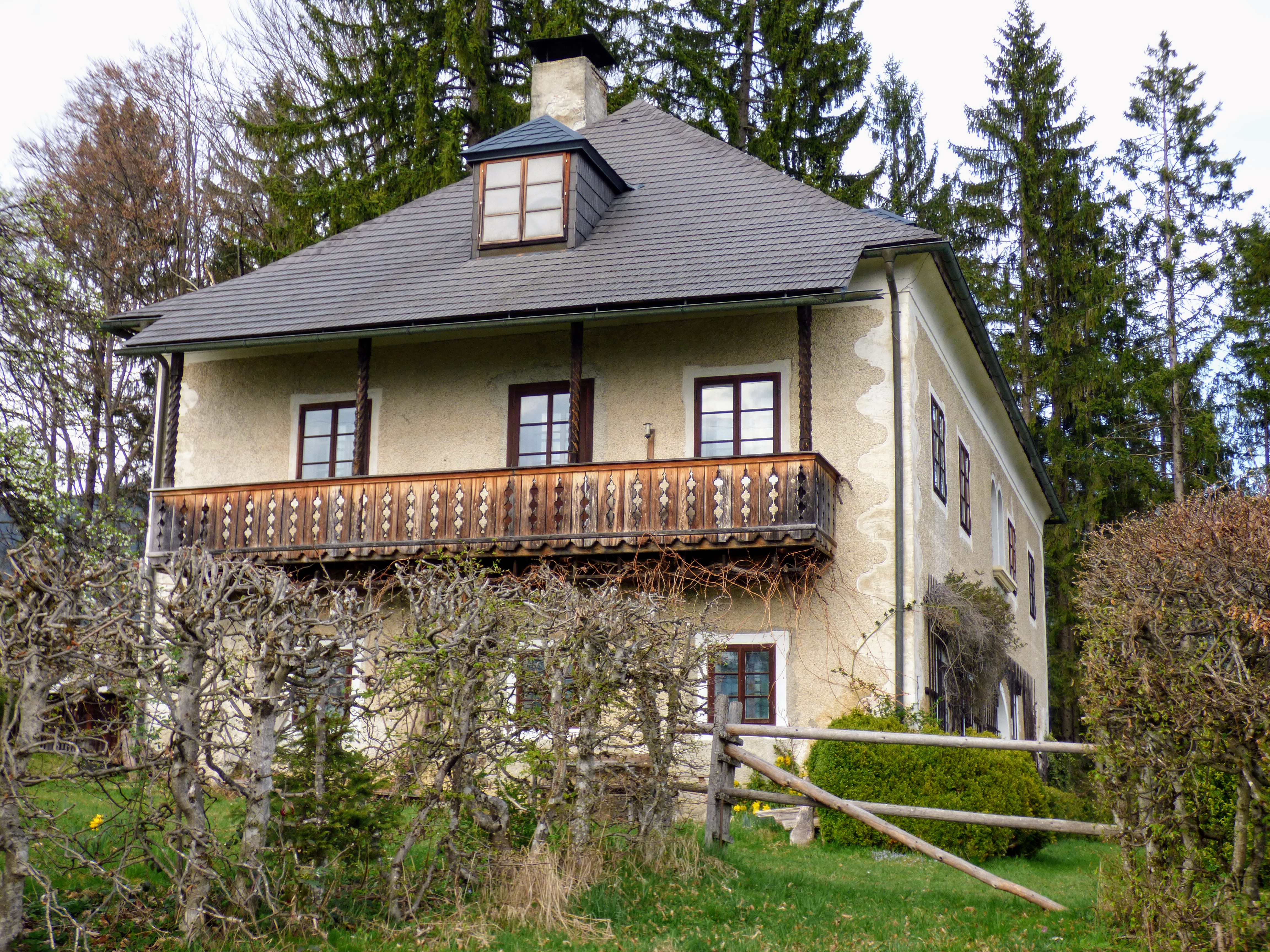
Schloss Bichlhof (2017)

Das Schloss Bichlhof ist ein denkmalgeschütztes Bauwerk in der gleichnamigen Rotte in der Gemeinde St. Stefan im Gailtal in Kärnten.

## Baubeschreibung
Der Bichlhof, früher auch Aichbichl genannt, ist ein stöcklartiger Edelmannssitz und auf einem Plateau über dem Gailtal. Der erste Bau ist wahrscheinlich um 1600 entstanden. Das heutige, zweigeschoßige Gebäude mit Walmdach entstand im 18. Jahrhundert. Es hat 5:3 Fensterachsen. Sein aktuelles Erscheinungsbild stammt von einer Renovierung um 1800. Das Eingangstor in der Mittelachse der Hauptfassade hat einen Rundbogen, darüber ein Zwillingsfenster. Die übrigen Fenster haben Ohrenrahmen. Die Putzquader der Gebäudeeckenenden sind abwechselnd konvex und konkav. Das Vorhaus hat ein Kreuzgratgewölbe. 
Im Westen des Hauptgebäudes befindet sich eine Kapelle, ein annähernd quadratischer Bau mit Satteldach.

## Besitzergeschichte
Der Überlieferung nach soll das Anwesen bereits in der ersten Hälfte des 16. Jahrhunderts einem der Söhne des Gewerken Maximilian Christoph Viertaler zugefallen sein, dem Begründer der Adelsfamilie Aichelburg. Die erste urkundliche Erwähnung des Schlosses stammt allerdings erst aus dem Jahr 1660, als es im Besitz eines Ferencz Gregoritsch stand. Es wurde erst nach einigen Besitzerwechseln Stammsitz der Freiherren von Aichelburg-Bichelhof, in deren Besitz es bis 1929 blieb. Über Otto Kharassnig und Blasius Leiler, die jeweils nur wenige Jahre Eigentümer des Bichlhofs waren, geriet das Anwesen im Jahr 1941 schließlich in den Besitz der Grazer Familie Werner Rieckh.